# Affaire Dominique Spina
Pour un article plus général, voir Abus sexuels sur mineurs dans l'Église catholique en France.
L'affaire Dominique Spina est une affaire judiciaire mettant en cause un prêtre du diocèse de Bayonne, Dominique Spina, condamné en première instance (2005) et en appel à 5 ans de prison ferme dont un avec sursis pour des viols sur un adolescent entre ses 16 et 17 ans en 1992-1994. 
La révélation médiatisée en 2016 de son transfert dans le diocèse de Toulouse, où il exerce à partir de 2009 comme curé d'un grand ensemble paroissial, amené comme tel à avoir des contacts réguliers avec des enfants, pose la question de la réintégration de prêtres condamnés par la justice pour des abus sexuels sur mineurs. Dominique Spina démissionne finalement de ses fonctions de curé.
Sa nomination en juin 2025 comme chancelier du diocèse de Toulouse par Guy de Kerimel fait à nouveau polémique. Cette décision est contestée par plusieurs associations de victimes d'abus dans l’Église catholique, des fidèles, des prêtres et des évêques. Après plus de deux mois de polémique, Guy de Kerimel demande finalement à Dominique Spina de démissionner de ses fonctions de chancelier.
Dans le contexte de l'affaire Bétharram, l'homme victime de Dominique Spina a également porté plainte contre Pierre Silviet-Carricart, ancien directeur de l'institution Notre-Dame de Bétharram décédé en 2000, qui l'aurait également violé alors qu'il était adolescent.

## Historique
Incardiné dans le diocèse de Bayonne, Dominique Spina est vicaire à Jurançon dans les Pyrénées-Atlantiques. Il se voit confier en 1994 l'aumônerie des lycées publics Louis Barthou en 1994 et Saint-John Perse à Pau, ainsi que la responsabilité du service diocésain des vocations.
C'est dans ce cadre qu'il fait la connaissance d'un adolescent psychologiquement fragile, issu d'une famille dont le père est absent et à l'occasion violent. Sa mère est seule à élever cinq enfants dont l’un est handicapé. Éduqué dans la foi catholique, scolarisé dans l'institution Notre-Dame de Bétharram, l'adolescent a le désir de devenir prêtre. Dominique Spina devient ainsi son accompagnateur spirituel. Les faits d'abus sexuels commencent en septembre 1992 et se poursuivent jusqu'en juin 1994, la victime a alors 16 et 17 ans. Ils se déroulent à Nay, où habite l'adolescent, ainsi qu'au presbytère de Pau où réside Dominique Spina. Le prêtre se livre sur lui à des attouchements et à des agressions sexuelles (baisers et masturbations imposés) et le force à lui pratiquer des fellations à deux reprises. 
Dominique Spina interdit à sa victime d'entrer au séminaire de Bayonne. Le jeune homme commence néanmoins une année de propédeutique à Namur en Belgique qu'il abandonne au bout de quelques semaines. De retour dans le Béarn, il continue à voir Dominique Spina et entre finalement en 1996 au séminaire de Bayonne où il dénonce les faits dont il a été victime, d'abord à son confesseur, puis au directeur du séminaire, qui mettent cependant en doute son témoignage. Quatre mois après son signalement, il est exclu du séminaire en 1998 en raison de son « manque de maturité ». Dominique Spina se voit quant à lui retirer la charge du service des vocations en 2000,.
La victime porte plainte en février 2002 contre le prêtre, qui est placé en garde à vue : il avoue les agressions sexuelles (qui sont couvertes par la prescription) et les viols. Devant le juge d'instruction, Dominique Spina revient sur ses aveux, reconnaissant seulement des attouchements et niant les fellations : il prétend que même si le terme a été consigné dans les procès verbaux d'audition, pour autant il ignorait la signification du mot,.

## Procès et condamnation de Dominique Spina
Dominique Spina, qui est suspendu de ses fonctions de prêtre, comparaît le 11 mai 2005 devant la cour d'assises de Pau « pour avoir commis sur l'adolescent des actes de pénétrations en obtenant de lui par violence, contrainte, menace, surprise des fellations avec cette circonstance qu'il avait autorité sur celui-ci ». Le jeune homme refuse que les audiences qui doivent se dérouler sur trois jours se tiennent à huis-clos. Elles ont lieu selon le journal Sud Ouest « dans une ambiance détestable » alimentée par l'attitude de dizaines de soutiens du prêtre venus marquer leur présence. Trente témoins sont cités, dont l'évêque de Bayonne, Pierre Molères, ainsi que des prêtres, qui bien qu'ils aient été mis au courant des agissements de Dominique Spina ne les ont pas signalés à la justice,. L'avocat de la partie civile dénonce devant le tribunal une omertà de la part de l’Église.
Le prêtre invoque un sentiment amoureux partagé et attribue ses aveux en garde à vue au « harcèlement » des policiers. De son côté la victime nie toute relation consentie et affirme que le prêtre a assorti ses actes d'un chantage en se présentant comme la seule personne capable de le faire admettre au séminaire. Elle explique aux jurés que de sa part « ce n'est pas une attaque contre l'Église, ni un moyen de poser un
acte de vengeance, mais le moyen de redécouvrir une dignité perdue. »
L'évêque cité comme témoin dément avoir eu connaissance des faits dont personne ne l'a informé, tandis que le supérieur du séminaire dit avoir été seulement mis au courant par la victime d'un « comportement malsain » de la part du prêtre, ce à quoi il n'a pas prêté foi, ayant selon ses dires des doutes sur la moralité du séminariste qui aurait cherché à se venger après avoir été surpris à consulter le minitel rose. Les expertises psychiatriques concluent à « une absence du sentiment de culpabilité, et à une structure de personnalité perverse » chez Dominique Spina. Il est condamné le 14 mai 2005 à 5 ans de prison ferme dont un avec sursis.
Il est remis en liberté en juillet, au bout de seulement deux mois de détention, dans le cadre de l'appel du premier jugement. Le verdict est finalement confirmé en seconde instance par le tribunal de Tarbes le 20 mai 2006, avec mandat de dépôt, à l'issue d'audiences tenues cette fois à huis-clos. 
L'évêque parle d'un événement qui a « marqué douloureusement notre Église diocésaine » et « souhaite remercier toutes les personnes qui, durant cette longue période d'attente, ont fait preuve d'amitié, de patience et de générosité envers Dominique [et] leur demande de prier pour lui et de lui continuer leur soutien ».

## Condamnation de la victime de Dominique Spina pour atteintes sexuelles et corruption de mineurs
Le 11 mai 2016, l'homme victime de Dominique Spina, qui exerce comme professeur d'histoire-géographie au collège privé Jeanne d'Arc à Tarbes, est placé en garde à vue et mis en examen : il est accusé de corruption de mineurs, d'agression sexuelles et de viols sur son élève, une adolescente de 14 ans. En juin 2015, il avait été exclu par l'établissement après avoir montré une vidéo pornographique sur son portable à trois élèves de sixième lors d'une sortie scolaire à Nîmes,,,. 
Il reconnaît ces faits et « une relation particulière avec la jeune fille » mais conteste en revanche les soupçons de viols et d'agressions sexuelles : les parents de la jeune fille avaient porté plainte contre lui quelques semaines après l'épisode avec les élèves de sixième, alertés par le comportement de leur fille et des « messages douteux » découverts sur son téléphone. 
Lors de sa garde à vue, il indique aux enquêteurs avoir été victime de viols de la part de Dominique Spina. La juge d'instruction de Pau requiert un mandat de dépôt, mais il est seulement placé sous contrôle judiciaire, conformément à la demande du parquet et de son avocat,,. Les faits sont requalifiés en atteintes sexuelles et corruption de mineurs, pour lesquels il est condamné en février 2019 par le tribunal de Pau à un an de prison avec sursis, assorti d'une mise à l’épreuve pendant deux ans avec obligation de soins, ainsi qu'à l'interdiction pendant cinq ans d'exercer dans un établissement recevant des mineurs, avec inscription au Fijais. Il est également condamné à verser 3 000 euros aux victimes mineures et à leurs parents.

## Controverse sur sa nomination comme curé dans l'archidiocèse de Toulouse (2016)

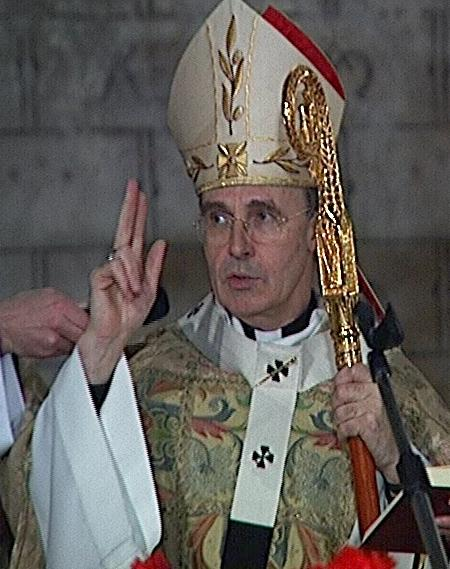
Robert Le Gall archevêque de Toulouse en 2016

Mediapart révèle le 29 avril 2016 que Dominique Spina a été transféré en 2007, après sa sortie de prison en libération conditionnelle, dans l'archidiocèse de Toulouse, dont Robert Le Gall est l'évêque, tout en restant incardiné dans son diocèse d'origine. Le prêtre travaille alors comme archiviste, avec une mission pastorale, exclusivement auprès d'adultes. Le média en ligne rapporte cependant que depuis 2009 il exerce son ministère comme curé d'un ensemble paroissial composé de sept clochers (Fronton-Bouloc-Castelnau-d'Estrétefonds). Interrogé par Mediapart, Dominique Spina reconnaît qu'il participe aux retraites organisées deux fois par an pour préparer des enfants à la première communion et qu'il les confesse à cette occasion. Il précise cependant que c'est « au milieu de l’église, au vu de tous » et qu'il n'est jamais seul avec un ou plusieurs enfants, qui sont toujours accompagnés par leurs parents et des catéchistes. 
Robert Le Gall confirme l'information de Mediapart : « Le père a effectué sa peine. J'ai accepté, en décembre 2007, ce père de manière temporaire avec des charges très réduites. Le père Dominique Spina n'a aucun contact direct avec les enfants et ne confesse jamais dans un endroit isolé. », Le média en ligne juge toutefois que la fonction de curé de paroisse exercée par Dominique Spina est en porte-à-faux avec les déclarations récentes de Stanislas Lalanne, responsable de la cellule de veille sur la pédophilie de l’épiscopat français : « Aujourd’hui, il faut être extrêmement clair : un prêtre qui a été condamné pour des actes de pédophilie ne doit plus pouvoir exercer de ministère. » Dans le contexte de l'affaire Philippe Barbarin et de l'affaire Jean-François Sarramagnan, également prêtre du diocèse de Bayonne, visé au même moment par une enquête pour des abus sexuels commis sur son neveu âgé de 12 ans, le placement en paroisse de Dominique Spina fait polémique. 
Le 3 mai Robert Le Gall annonce que le prêtre, à sa demande, est relevé de ses fonctions en avançant que « c’est la seule solution contre la méfiance ou le soupçon généralisé. » Le quotidien Le Monde rappelle cependant que les experts psychiatres lors du procès de Dominique Spina ont conclu à une « absence de culpabilisation » accompagnée de « dispositions paranoïaques, narcissiques et perverses » qui font craindre un risque de récidive compte-tenu de son profil. Dans son communiqué, l'archevêque indique qu'il « existe aussi dans le diocèse deux autres cas de prêtres condamnés voici des années : l’un pour atteinte sexuelle sur mineurs de moins de 15 ans, l’autre pour détention d’images pédopornographiques. » Dans le cas de Dominique Spina, il dit « réfléchir à une nouvelle situation pour lui. Elle ne devra permettre aucun contact direct ou indirect avec des jeunes. ».
L'équipe d'animation de la paroisse du prêtre émet cependant un communiqué de soutien, qui est publié le 10 mai sur le site de l'archidiocèse, en réaction à la « déferlante médiatique » qui revient à juger Dominique Spina « à nouveau sur la place publique [et] à le salir par des mots qui ne lui correspondent pas » comme le terme de « pédophile, mot [qui] n’a jamais été employé ni avant, ni pendant le procès, ni dans l’énoncé de la condamnation ». Le communiqué ironise sur le fait que « pour tout détenu, il est normal de parler d’avenir, de réinsertion, sauf pour lui sans doute »,. D'autres paroissiens expriment au contraire leur incompréhension par rapport au fait que le prêtre ait été nommé curé malgré sa condamnation par la justice.
En janvier 2017, le quotidien La Croix révèle que la Congrégation pour la Doctrine de la foi n'a pas jugé nécessaire de renvoyer de l'état clérical Dominique Spina dans la mesure où « il exerce un ministère administratif mais aussi pastoral, dans un rôle où il n’est pas mis en contact avec des jeunes ». Interrogé par le journal, le vicaire général de Toulouse indique que le cas de Dominique Spina a conduit à une réflexion sur l’accompagnement des prêtres reconnus coupables d’abus sexuels et a été l'occasion de « réexaminer aussi le passé du diocèse, [de] reconnaître que tout n’avait pas toujours été géré de façon idéale. » et de prendre conscience « que l’évêque est parfois seul pour décider ». Une « commission de supervision » qui comprend un magistrat, un avocat ecclésiastique, un psychiatre et un psychothérapeute a été mise en place en décembre 2016. Dominique Spina est nommé en 2020 au service des archives de catholicité du diocèse qui conservent et tiennent à jour les registres de baptêmes, mariages et sépultures.

## Polémique sur sa nomination comme chancelier de l'archidiocèse de Toulouse (2025)

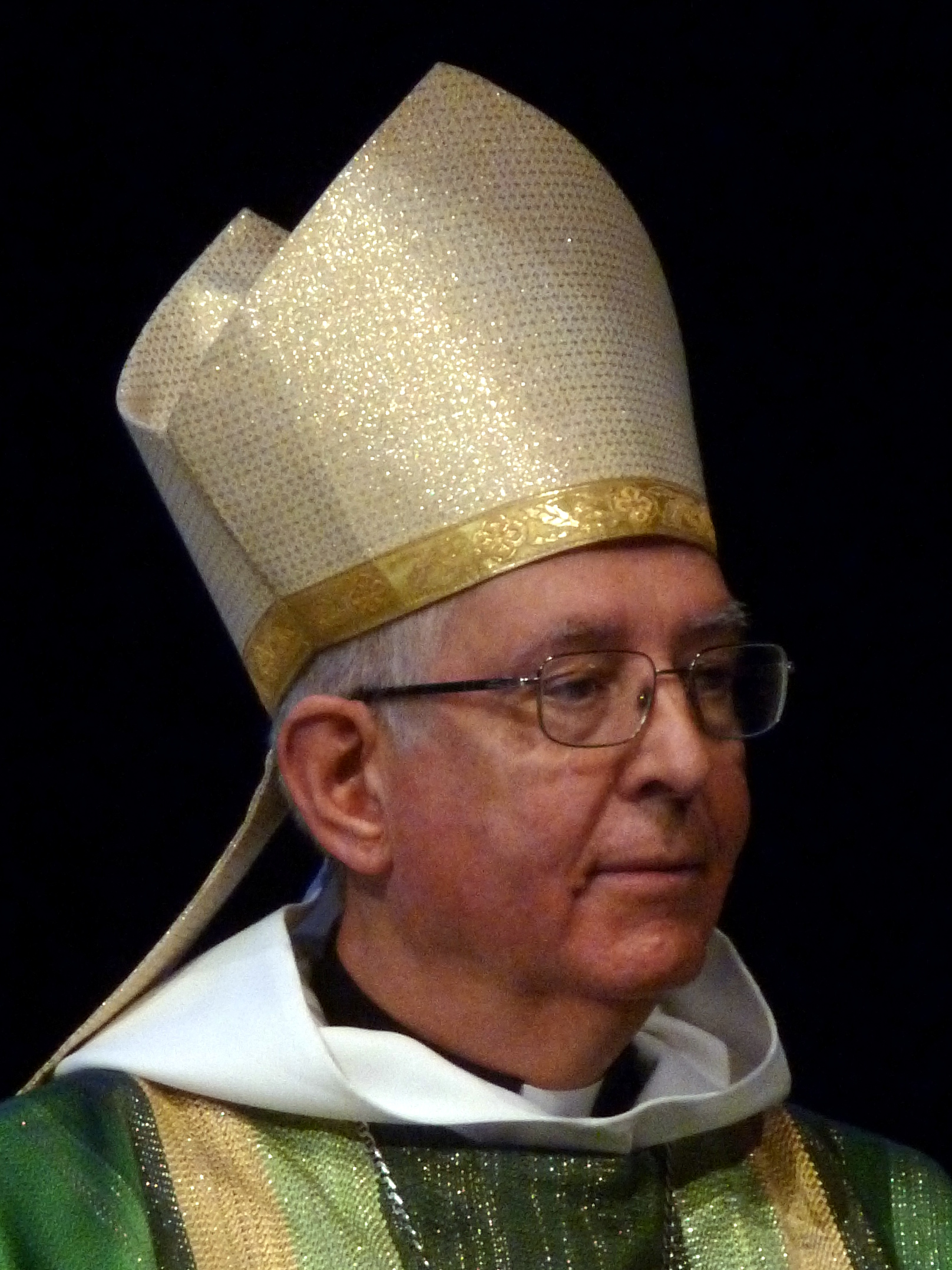
Guy de Kerimel archevêque de Toulouse en 2025

La page des nominations de juin 2025 annonce que Dominique Spina est nommé par Guy de Kerimel aux fonctions de chancelier du diocèse, un poste qui, comme le rappelle le journal La Croix, « comporte une haute charge symbolique » et pour lequel le droit canonique demande que le prêtre soit « de réputation intacte et au-dessus de tout soupçon ». En effet « c’est notamment lui qui ratifie les actes juridiques du diocèse, comme les nominations des prêtres, et lorsque le siège de l’évêque est vacant, il joue un rôle très important ». Pour le théologien jésuite Patrick Goujon, « si la charge de chancelier est effectivement une tâche administrative, […] elle n’est pas subalterne, et touche à des matières sensibles. Pour toutes les décisions issues d’un procès, il revient au chancelier de les enregistrer et de les diffuser. Les enquêtes de la CIASE et de la police dans certaines affaires plus récentes ont montré l’usage des chancelleries de détruire les pièces concernant les prêtres pédophiles. ». 
Cette nomination scandalise des fidèles du diocèse,, et des associations de victimes qui œuvrent en faveur des personnes abusées au sein de l’Église catholique,. Guy de Kerimel défend de son côté le 7 juillet sa décision. Il affirme avoir « pris le parti de la miséricorde » en permettant à Dominique Spina d'accéder au poste de chancelier : « Considérant que nous n'avons rien à reprocher à ce prêtre depuis ces trente dernières années pour faits susceptibles de faire l'objet de poursuites judiciaires, canoniques ou civiles, j'ai donc choisi de le nommer dans cette fonction administrative »,.  

### Réactions des associations de victimes
Olivier Savignac, porte-parole de l'association de défense « Parler et revivre », victime de l'ancien prêtre Pierre de Castelet, y voit « une provocation ». Il affirme que Dominique Spina a été l'aumônier d'une école primaire jusqu'en 2019. Selon lui, la décision du diocèse de Toulouse est en contradiction avec les préconisations de la Ciase : « Normalement lorsqu'un prêtre a commis un ou plusieurs viols sur mineurs, il doit être renvoyé de l'état clérical. Pourquoi le diocèse de Toulouse n'a pas pris cette décision ? On se demande à quoi il joue »,.
Mélanie Debradant, présidente de l'association « Fraternité victimes », qui vient en aide aux personnes abusées dans l’Église catholique, estime que « parler de miséricorde pour défendre cette promotion est tout bonnement scandaleux » et pointe « une véritable déconnexion de l’archevêque de Toulouse » au vu des réactions qu'elle a suscitées. Elle affirme également que cette nomination est contraire au droit canonique : « Il est écrit dans le Code que le chancelier doit avoir une réputation intacte et être au-dessus de tout soupçon. Avec une condamnation pénale pour viol sur mineur et un emprisonnement, je pense qu’on peut dire que la réputation n’est pas intacte »,. 
Pour France Victimes, « avoir des personnes qui ont une promotion au regard du fait qu’ils auraient une bonne conduite, est un bien mauvais message. D’autant plus pour la victime directe de ce prêtre, c’est extrêmement douloureux ». Dans un communiqué de presse daté du 8 juillet, des collectifs de victimes de l’enseignement catholique, dont celui de l'institution Notre-Dame de Bétharram, expriment leur « colère » et leur « profonde indignation » à l'égard de cette nomination qui selon eux « démontre que, malgré une volonté affichée de lutte contre les violences faites aux mineurs, l’Église de France continue de protéger les prédateurs, même condamnés, et va jusqu’à les promouvoir »,. Arnaud Gallais, du collectif Mouv'Enfants, considère que « la promotion de Spina est un bras d’honneur à toutes les victimes de l’Église ».

### Une réponse de l'archevêque qui peine à convaincre
Guy de Kerimel publie trois jours après ses déclarations à la presse, un communiqué sur le site du diocèse également vivement critiqué. Selon le quotidien Ouest-France, « l’affaire, qui intervient alors que sont rendues publiques de nouvelles accusations visant l’abbé Pierre, s’inscrit à contre-courant des efforts de l’Église face à l’ampleur des violences sexuelles révélées en 2021 par le rapport de la Ciase. ». Pour Loup Besmond de Senneville, rédacteur en chef adjoint à La Croix, « les responsables de l’Église catholique ne peuvent pas, aujourd’hui, faire fi de leur « opinion publique », c’est-à-dire des fidèles. ». 
Dans le cadre de cette polémique, un magazine satirique en ligne, brocardant l'épiscopat français sur sa gestion des abus sexuels, est envoyé à tous les évêques de France,. Dans une interview le 22 juillet à l'hebdomadaire La Vie, Hervé Giraud, évêque de Viviers, exprime son désaccord avec la décision de Guy de Kerimel. Comme il l'a affirmé sur le réseau social Bluesky, selon lui, « la nomination du chancelier du diocèse de Toulouse est inacceptable et intenable. »,,. Des prêtres du diocèse de Toulouse désapprouvent également la décision de leur évêque qui, selon eux, « n’est pas entré dans la logique des victimes et de leur accompagnement ».
Dans un communiqué du 10 août 2025, la direction de la Conférence des évêques de France annonce avoir demandé à Guy de Kerimel de reconsidérer sa décision, ce que le magazine La Vie juge « rarissime, pour ne pas dire inédit », l'usage entre évêques étant de ne pas interférer dans leurs affaires respectives,. Dans son communiqué, elle estime en effet qu'« une telle nomination à un poste aussi important, canoniquement et symboliquement, ne peut que raviver des blessures, réveiller des soupçons et déconcerter le peuple de Dieu ».
Dans deux communiqués,, Guy de Kerimel annonce finalement le 16 août, après plus de deux mois de polémique, qu'il a demandé à Dominique Spina de démissionner de ses fonctions de chancelier,,. La teneur du second communiqué, dans lequel l'archevêque justifie une nouvelle fois sa nomination, jette cependant à nouveau le trouble parmi des prêtres et des fidèles,. Selon les informations du Parisien, l'archevêque de Toulouse aurait renoncé à cette nomination sous la pression du Saint-Siège.

### Plainte de la victime de Dominique Spina contre Pierre Silviet-Carricart
L'homme victime de Dominique Spina se confie le 8 juillet dans les colonnes de Charlie Hebdo. Ancien élève du CM1 jusqu'à la Terminale dans l'institution Notre-Dame de Bétharram, qui se trouvait à proximité de son domicile familial, il révèle qu'il a porté plainte avec le collectif de victimes de Bétharram pour agressions sexuelles et viols contre Pierre Silviet-Carricart, ancien directeur de l'établissement décédé en 2000. Selon son témoignage, Pierre Silviet-Carricart aurait été son premier agresseur avant de le mettre en contact avec Dominique Spina,,,. Ce dernier aurait pu selon lui faire d'autres victimes. Il revient également sur les années qui ont suivi, quand il a été professeur dans des établissements scolaires catholiques proches de Pau. Il affirme que le fait d'avoir « déposé plainte contre un prêtre » a eu de graves conséquences : « J’ai dû quitter ma région natale et mon activité. J’ai reçu des menaces de mort et je ne voulais pas que cela aille plus loin. J’ai mesuré le poids des notabilités locales ». 
Il conteste les arguments mis en avant par Guy de Kerimel dans son communiqué pour justifier sa décision de nommer Dominique Spina au poste de chancelier : « Se reconstruire après un viol c'est quelque chose qui ne se décrète pas, ce n'est pas à l'archevêque de Toulouse de nous dire qu'il faut aller de l'avant. Par ailleurs, [Guy de Kerimel] parle d'éviter la mort sociale d'un prêtre. Je pense qu'il a tendance à oublier la destruction intime et durable que vivent les victimes »,.